# Ramphotyphlops suluensis
Ramphotyphlops suluensis är en ormart som beskrevs av Taylor 1918. Ramphotyphlops suluensis ingår i släktet Ramphotyphlops och familjen maskormar. Inga underarter finns listade i Catalogue of Life.
Denna orm förekommer på några öar i Suluöarna. Den lever i skogar och klättrar ibland i träd. Honor lägger ägg.
Beståndet hotas av skogsröjningar. IUCN kategoriserar arten globalt som starkt hotad.